# Рјофредо (Мачерата)
Рјофредо (итал. Riofreddo) насеље је у Италији у округу Мачерата, региону Марке.
Према процени из 2011. у насељу је живело 30 становника. Насеље се налази на надморској висини од 969 м.